# Червоний конгоні
Червоний конгоні ( Alcelaphus buselaphus caama ), також відомий, як капський конгоні або Каама, є підвидом конгоні, що мешкає в Південній Африці. У дикій природі живе понад 130 тис. особин цього підвиду. Червоний конгоні близький до цессебе і топі.
Червоний конгоні — велика африканська антилопа, один із десяти підвидів конгоні; іноді його розглядають як окремий вид, A. caama. Це червона антилопа з чорними плямами. Має довшу морду, ніж інші підвиди конгоні, зі складними вигнутими рогами, з’єднаними біля основи. Середня вага самця близько 150 кг, а самиці біля 120 кг. Їх середній зріст в холці 135 см, роги 60 см завдовжки. Тривалість життя червоного конгоні становить близько 19 років. Між самцями та самками спостерігається незначний статевий диморфізм. Однак у самців роги більші ніж у самиць. Антилопи мають відмінний слух і нюх, хоча зір у них слабкий. Максимальна швидкість бігу 55 км/год. Їхня тактика бігу полягає в тому, щоб заплутати хижака, бігаючи зигзагом. 

### Розмноження
Період вагітності вісім місяців. Зазвичай вони народжують у сезонний спосіб перед початком літніх дощів. Після народження телята ховаються в густій рослинності, поки не зміцніють, перш ніж приєднатися до стада. Більшість самок починають розмножуватися після двох років і можуть знову завагітніти через 9 або 10 місяців після пологів.

### Харчування
Червоні конгоні харчуються травою. Під час сезону дощів у південній Африці трава Andropogon є основним джерелом харчування для антилоп. Конгоні вважаються менш залежними від води, ніж більшість травоїдних, їм потрібно пити воду лише тоді, коли дикі дині та бульби недоступні.

## Галерея

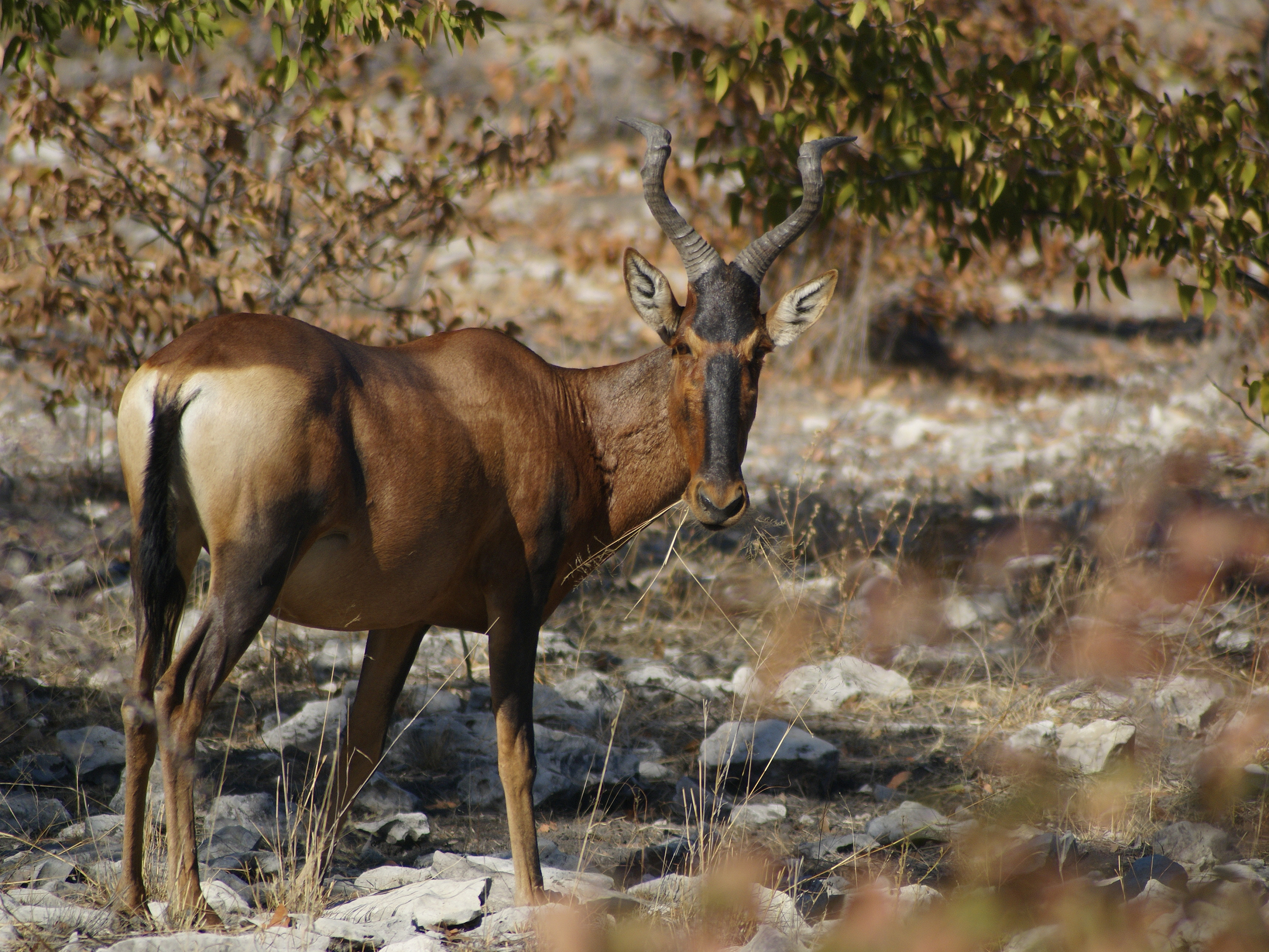
Червоний конгоні
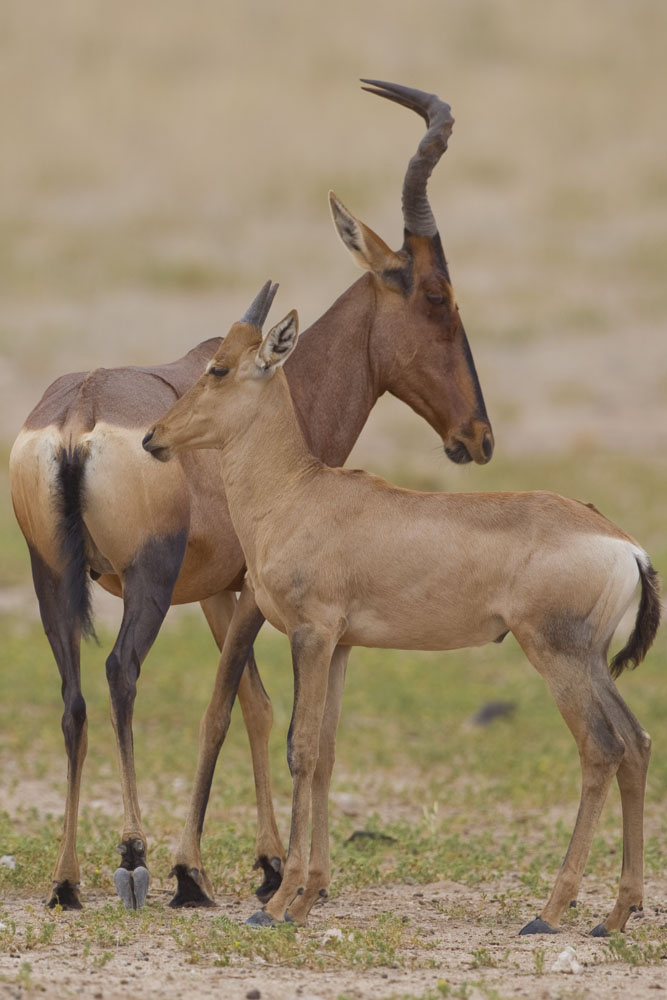
Корова і теля в Транскордонному парку Кгалагаді
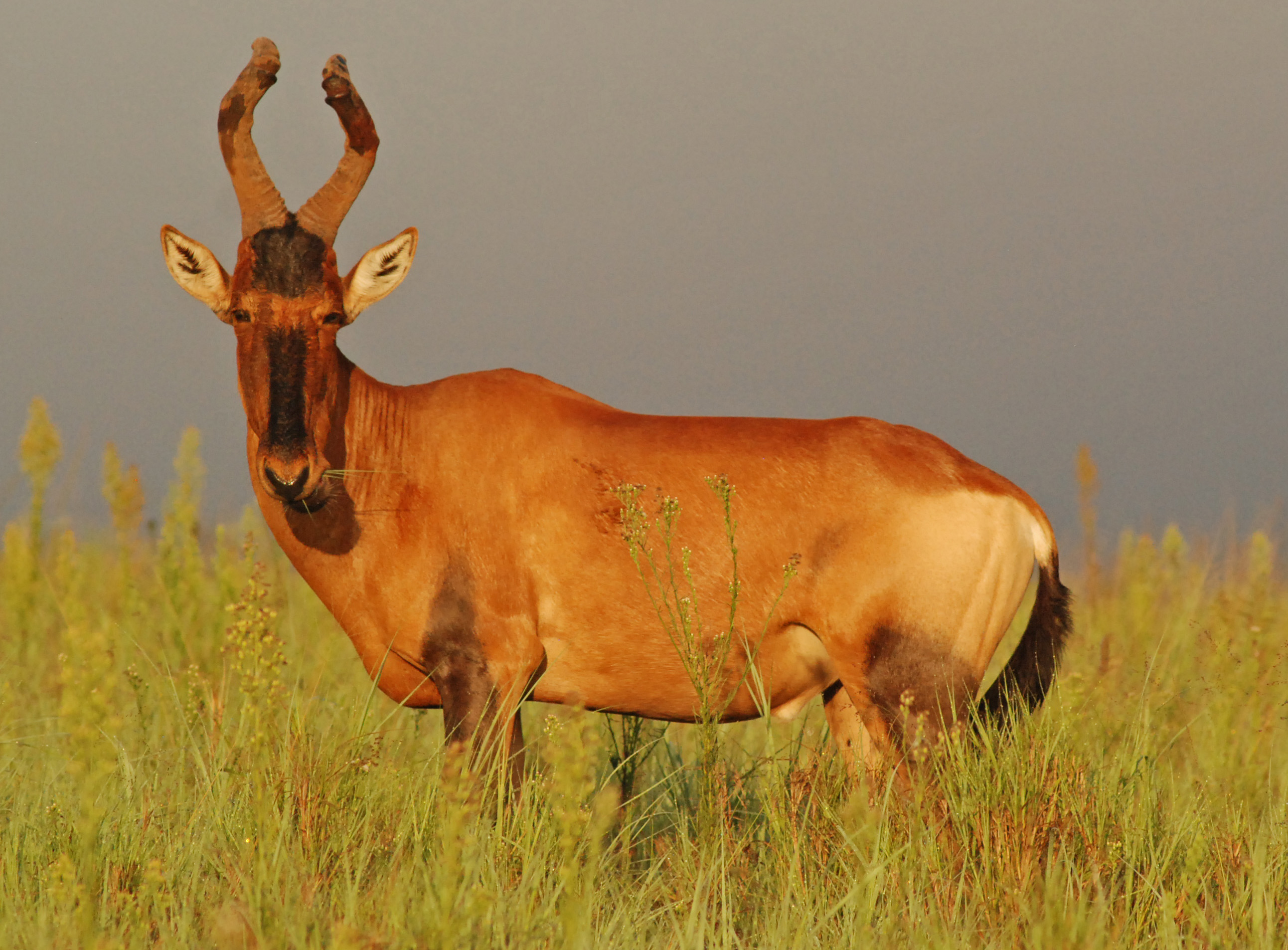
Червоний конгоні в  Національному парку Аддо Елефант
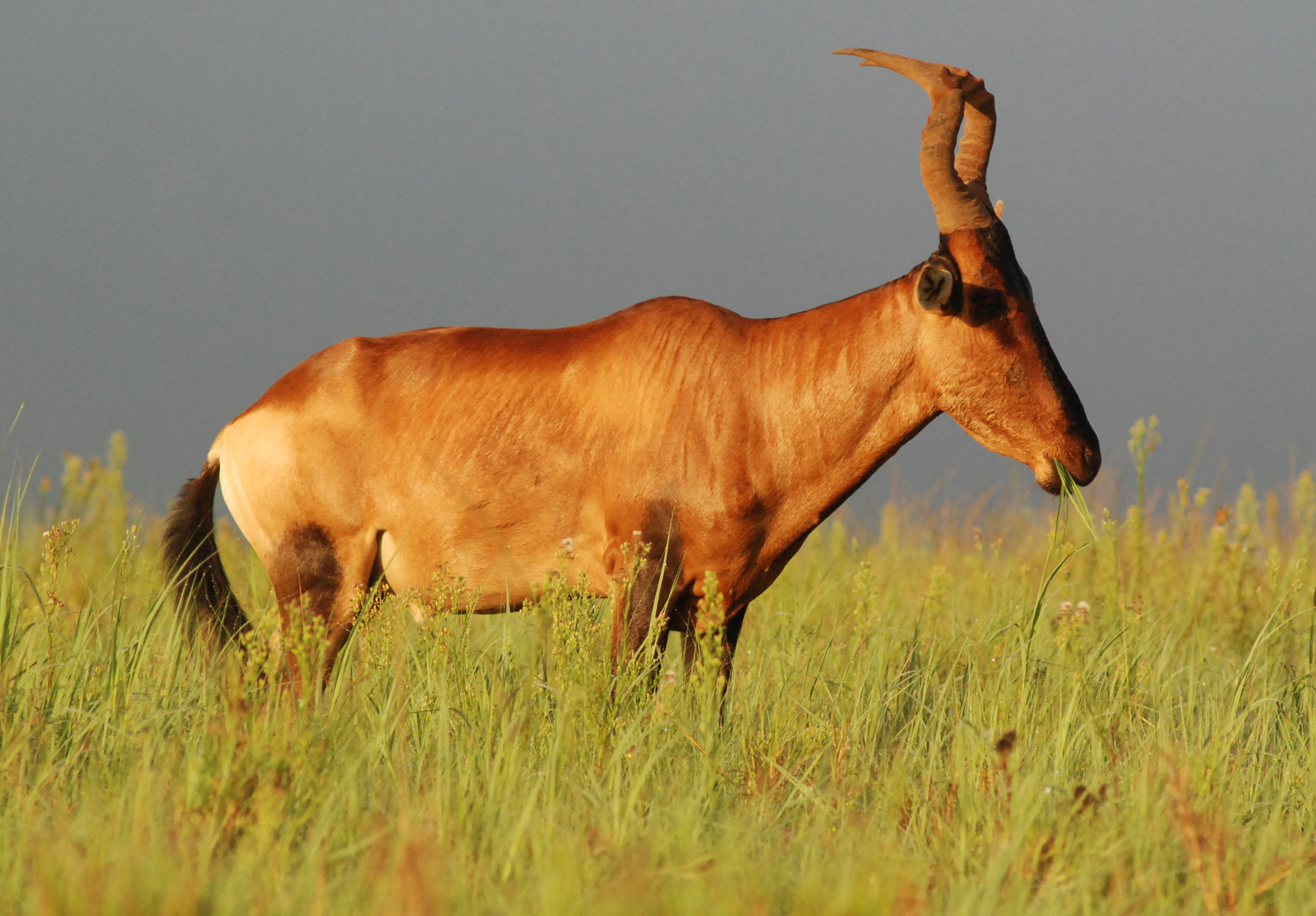
Червоний конгоні в Національного парку Аддо Елефант